# 113-я бомбардировочная авиационная дивизия
113-я бомбардировочная авиационная Ленинградская Краснознамённая дивизия — авиационное соединение дальней бомбардировочной авиации Военно-Воздушных сил (ВВС) РККА Вооружённых Сил Союза ССР, принимавшее участие в боевых действиях Великой Отечественной войны.
Сокращённое действительное наименование дальнего бомбардировочного авиационного формирования применяемое в рабочих документах  — 113 дбад.

## История наименований дивизии
Полные действительные наименования авиационного формирования за его историю:
- 64-я бомбардировочная авиационная бригада;
- 26-я бомбардировочная авиационная дивизия (1940 г.);
- 26-я «В» бомбардировочная авиационная дивизия (1941 г.);
- 134-я дальнебомбардировочная авиационная дивизия (23.08.1941 г.);
- 134-я бомбардировочная авиационная дивизия;
- 113-я бомбардировочная авиационная дивизия (29.01.1942 г.);
- 113-я авиационная дивизия дальнего действия (24.06.1942 г.);
- 113-я бомбардировочная авиационная дивизия (16.02.1943 г.)[1];
- 113-я бомбардировочная авиационная Ленинградская дивизия (22.06.1944 г.);
- 113-я бомбардировочная авиационная Ленинградская Краснознамённая дивизия;
- 113-я авиационная Ленинградская Краснознамённая дивизия дальнего действия;
- 113-я дальнебомбардировочная авиационная Ленинградская Краснознамённая дивизия (01.04.1945 г.).
- 228-я бомбардировочная авиационная Ленинградская Краснознамённая дивизия (20.02.1949 г.)[2].

## История и боевой путь дивизии
Дивизия создана переименованием 134-й дальнебомбардировочной авиационной дивизии 29 января 1942 года.
С 10 мая 1942 года управление дивизии дислоцируется на аэродроме Дягилево, в состав включены:
- 820-й авиационный полк дальнего действия;
- 836-й авиационный полк дальнего действия;
- 840-й авиационный полк дальнего действия.

В период с декабря 1942 года по февраль 1943 года дивизия принимал участие в Битве за Сталинград, выполнив 2296 боевых вылетов. С аэродрома Хвойная на Волховском фронте группа дивизии выполнила 210 успешных боевых вылетов ночью.
Лётчики дивизии до появления в небе Брянщины воевали в Заполярье, Карелии, участвовали в воздушных боях над прибалтийскими республиками СССР. В феврале 1943 года дивизия переименована из дальнебомбардировочной в бомбардировочную. Первый боевой вылет на Брянском фронте с аэродрома Волынцево под Тулой 6-й бомбардировочный авиаполк 113-й обад выполнил 12 июля 1943 года. На следующий день в боевом вылете девятки Ил-4 было потеряно 6 экипажей, а 3 вернувшихся самолёта были сильно повреждены. 23 августа 1943 года стал чёрным днём для всей 113-й дивизии: безвозвратные боевые потери составили 15 экипажей. При том, что каждый полк дивизии (6-й, 815-й, 836-й и 840-й БАП) по штату имел в составе 20 боевых самолётов. После войны поисковые отряды неоднократно находили в лесах Дятьковского района сбитые Ил-4, последний раз остатки бомбардировщика нашли в декабре 2007 года. В марте 1945 года дивизия в составе трёх полков была переброшена из-под Москвы в Познань для участия в Берлинской операции в составе 6-го бомбардировочного авиационного корпуса.
С 25 июня 1945 года дивизия в составе корпуса начала перебазирование с аэродрома Крейзинг (Познань) в Монголию на аэродромный узел Чойбалсан. Дивизия всего за трое суток совершила перелёт с восемью промежуточными посадками длиной 10000 км в Монголию и вошла в состав 6-го бомбардировочного авиационного корпуса 12-й воздушной армии Забайкальского фронта.
20 августа дивизия вошла в состав 7-го бомбардировочного авиационного корпуса 12-й воздушной армии Забайкальского фронта. Полки дивизии активно действовали против японских войск в Хингано-Мукденой операции с 9 августа 1945 года по 2 сентября 1945 года в составе 7-го бомбардировочного авиационного корпуса 12-й воздушной армии Забайкальского фронта. Боевой состав дивизии в Советско-японской войне насчитывал 73 подготовленных экипажа 75 самолётов Ту-2:
- управление дивизии — аэродром Чойбалсан, 1 экипаж;
- 55-й бомбардировочный авиационный Красногвардейский ордена Суворова полк — аэродром Чойбалсан, 24 экипажа и 24 самолёта;
- 815-й бомбардировочный авиационный Нарвский ордена Суворова полк — аэродром Семёновка, 26 экипажей и 26 самолётов;
- 836-й бомбардировочный авиационный полк — аэродром Чойбалсан, 22 экипажа и 24 самолёта.

За период боевых действий в Советско-японской войне дивизия выполнила 139 боевых вылетов с налетом 456 часов, сбросила 1111 бомб общим весом 171000 кг. За боевые заслуги в Советско-японской войне дивизия получила Благодарность Верховного Главнокомандующего.
Всего в составе действующей армии дивизия находилась с 28 января по 16 мая 1942 года, с 28 мая 1943 года по 14 ноября 1944 года, с 25 марта по 9 мая и с 9 августа по 3 сентября 1945 года.
После окончания Советско-японской войны дивизия базировалась на территории Китая в составе 7-го бомбардировочного авиационного Хинганского корпуса, обеспечивая безопасность воздушных границ Дальнего Востока. Штаб дивизии и полки располагались в городе Далянь в районе нынешнего аэродрома Чжоушуйцзы.
В феврале 1949 года переименована и стала именоваться 228-я бомбардировочная авиационная дивизия. К июлю 1957 года перебазировалась в состав ВВС Забайкальского военного округа. В конце 50-х годов XX века была расформирована.

## Участие в битвах и сражениях

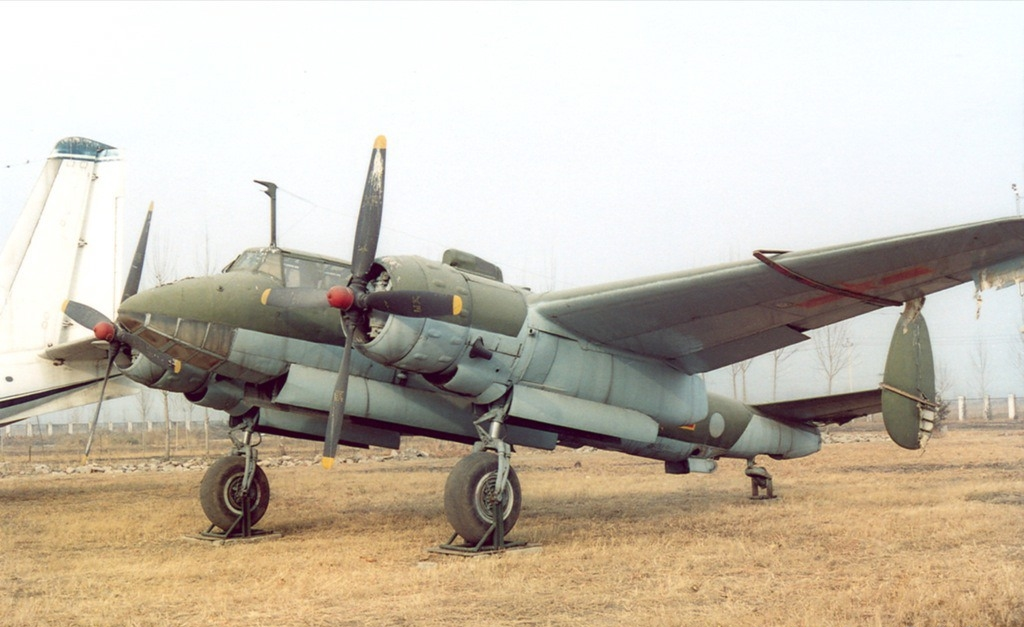
Ту-2С. Основной самолёт дивизии в конце войны

- Сталинградская битва[3] — с ноября 1942 года по февраль 1943 года.
- Орловская наступательная операция[7] — с 12 июля 1943 года по 18 августа 1943 года.
- Ленинградско-Новгородская операция[7] — с 14 января по 1 марта 1944 года.
- Выборгская наступательная операция — с 10 июня 1944 года по 20 июня 1944 года.
- Свирско-Петрозаводская операция — с 21 июня 1944 года по 9 августа 1944 года.
- Нарвская наступательная операция — с 24 июля 1944 года по 30 июля 1944 года.
- Петсамо-Киркенесская операция[7] — с 7 октября 1944 года по 29 октября 1944 года.
- Берлинская наступательная операция[7] — с 16 апреля по 8 мая 1945 года.
- Маньчжурская стратегическая наступательная операция[7]:
  - Хингано-Мукденская операция с 9 августа 1945 года по 2 сентября 1945 года.

## Командир дивизии
| Звание                                           | Имя                            | Период                                         | Примечание                            |
| ------------------------------------------------ | ------------------------------ | ---------------------------------------------- | ------------------------------------- |
| Полковник                                        | Очеретный Николай Михайлович   | с 6 декабря 1941 года по октябрь 1942 года     | снят с должности                      |
| Полковник                                        | Абрамычев Сергей Ильич         | с октября 1942 года по 23 ноября 1942 года     | погиб в бою                           |
| Полковник                                        | Калинин Борис Павлович         | с 23 ноября 1942 года по февраль 1943 года     | ИО командира, начальник штаба дивизии |
| Полковник                                        | Базиленко Александр Мартынович | с февраля 1943 года по 26 июня 1943 года       |                                       |
| Генерал-лейтенант авиации                        | Мичугин Фёдор Георгиевич       | с 17 июня 1943 года по 28 августа 1943 года    | снят с должности                      |
| Генерал-майор авиации, Генерал-лейтенант авиации | Щербаков Михаил Васильевич     | с 2 сентября 1943 года по 5 сентября 1944 года | Погиб в авиационной катастрофе        |
| Полковник                                        | Финогенов Михаил Сергеевич     | с 7 сентября 1944 года по октябрь 1948 года    |                                       |

## Части и отдельные подразделения дивизии
За весь период своего существования боевой состав дивизии изменялся:
| Период                     | Наименование                                   | Вооружение       |
| -------------------------- | ---------------------------------------------- | ---------------- |
| 05.07.1941 — 29.01.1942 г. | 12-й дальнебомбардировочный авиационный полк   | ТБ-1, ТБ-3, Ту-2 |
| 23.08.1941 — 29.01.1942 г. | 367-й бомбардировочный авиационный полк        | СБ               |
| 23.11.1941 — 29.01.1942 г. | 454-й дальнебомбардировочный авиационный полк  | ДБ-3, ДБ-3Ф      |
| 1944 — 1958 г.?            | 55-й бомбардировочный авиационный полк         | Ил-4, Ту-2       |
| 14.04.1943 — 11.1943 г.    | 707-й ночной бомбардировочный авиационный полк | По-2             |
| 26.06.1943 — 05.1944       | 6-й дальнебомбардировочный авиационный полк    | Ил-4, Ту-2с      |
| 26.06.1943 — 1958?         | 815-й бомбардировочный авиационный полк        | Ил-4, Ту-2с      |
| 24.06.1942 — 1958?         | 836-й бомбардировочный авиационный полк        | Ил-4, Ту-2с      |
| 05.1942 — 06.1944          | 840-й бомбардировочный авиационный полк        | Ил-4             |

## Почётные наименования
- За отличия в боях при прорыве обороны противника на Карельском перешейке севернее города Ленинград и овладение городом и крупной железнодорожной станцией Териоки, важным опорным пунктом обороны противника Яппиля и занятии свыше 80 других населенных пунктов 113-й бомбардировочной авиационной дивизии Приказом НКО от 22 июня 1944 года присвоено почётное наименование «Ленинградская»[14].
- 55-му бомбардировочному авиационному полку Приказом НКО № 207 от 4 мая 1943 года присвоено почётное наименование «Красногвардейский».
- 815-й бомбардировочный авиационный полк за отличие в боях при овладении штурмом городом и крепостью Нарва — важным укрепленным районом обороны немцев, прикрывающим пути в Эстонию, Приказом НКО на основании Приказа ВГК № 149 от 26 июля 1944 года удостоен почётного наименования «Нарвский»[15].

## Награды
- 113-я бомбардировочная авиационная Ленинградская дивизия Указом Президиума Верховного Совета СССР награждена орденом «Красного Знамени».
- 55-й дальний бомбардировочный авиационный Красногвардейский полк Уза образцовое выполнение заданий командования в боях с немецкими захватчиками при овладении столицей Германии городом Берлин и проявленные при этом доблесть и мужество награждён орденом «Суворова III степени»[16].
- 815-й дальний бомбардировочный авиационный Нарвский полк за образцовое выполнение заданий командования в боях с немецкими захватчиками при овладении столицей Германии городом Берлин и проявленные при этом доблесть и мужество награждён орденом «Суворова III степени»[16].

## Благодарности Верховного Главнокомандующего
- За отличия в боях при прорыве обороны противника на Карельском перешейке севернее города Ленинград и овладение городом и крупной железнодорожной станцией Териоки, важным опорным пунктом обороны противника Яппиля и занятии свыше 80 других населенных пунктов[14]
- За овладение всей Маньчжурией, Южным Сахалином и островами Сюмусю и Парамушир из группы Курильских островов, главным городом Маньчжурии Чанчунь и городами Мукден, Цицикар, Жэхэ, Дайрэн, Порт-Артур[17].

## Память
В сентябре 1990 года на шоссе у въезда в посёлок Ивот Дятьковского района Брянской области был установлен памятник воинам-авиаторам 113-й Краснознамённой Ленинградской бомбардировочной авиадивизии. На вкопанных в землю крыльях — мраморные доски с фамилиями лётчиков, штурманов и стрелков дивизии, погибших летом-осенью 1943 года при освобождении Брянской области.